# 沖田杏梨
沖田 杏梨（おきた あんり、1986年10月28日 - ）は、日本の元AV女優、タレント、歌手、クリエイター。イギリス・バーミンガム出身。BLACK DIAMONDのメンバーとしては「ANRI」名義で活動する。

## 経歴
2010年11月から、顔を公開せずに「人類最強ボディ」という触れ込みでYouTubeやDMM.comなどで告知がされた。同年12月11日発売号の週刊誌『週刊大衆』（双葉社）に、初めてグラビアが掲載される。12月15日、初のヌードグラビア写真集『A-TRIP』（同）を発売。
2011年1月8日にAVデビューが発表され、同年2月7日にエスワンからデビュー。デビューにあたり、その体に1億円の保険金を掛けたことが喧伝された。
2012年10月、ソフト・オン・デマンドから観月あかね名義でデビュー。同年10月14日、仁科百華・琥珀うた・栗林里莉とともに、「Milky Pop Generation」のライブに出演した。
以降はソフト・オン・デマンドで活動するときに「観月あかね」名義で、その他は「沖田杏梨」名義を使用していた。
2014年1月からMOODYZ専属女優となる。
2014年4月、 コメディ俳優のチャップマン・トウやジョシー・ホーを主演とする香港映画『大性豪』（原題：豪情3D、英文：Naked Ambition 2）に出演。なお、ポスターは沖田杏梨とチャップマン・トウが起用されている。
2015年9月24日、恵比寿★マスカッツのメンバーになるが、翌2016年2月4日に脱退。同グループからの最初の自己都合離脱者である。
2016年4月13日、AVからの引退をブログで表明。
2018年2月17日、前年12月に結婚したことと、妊娠をブログで報告。同年4月30日、Instagramで女児の出産を報告。
2019年10月　YouTubeにてクリエイター番組として「ATELIER Anri」開始。開設すぐにチャンネル登録者2万人を突破。
Instagram、Weibo、Twitterなどの合計フォロワーは700万人近く存在するインフルエンサーでもある。
2020年6月 Twitch で配信開始 anriokita_real。2020年6月、サイゾー主催のオールタイム「好きなAV女優アンケートトーナメント」にノミネート。
2023年3月21日、ダンスボーカルグループ「BLACK DIAMOND」を結成し、デジタルシングル「Super Duper」と「hungry spider」の2曲同時リリースでデビュー。
2024年12月24日、『週刊SPA!』（扶桑社）の「グラビアン魂アワード2024」にて、みうらじゅん大賞を受賞。

## 人物
- 趣味・特技は英語、ポルトガル語、イラスト[3]、料理[14]。イギリス出身で幼少期に暮らしたこともあり、BBCのインタビューにも流暢な英語で答えている[15]。
- 自慢のLカップ[14]（2023年現在はPカップ）バストは現役時代に受けたCT検査で、純天然ものであることを公に明かしている。
- 胸を筋力だけで動かすことが出来る。『ダラケ!』や出演した作品で披露したことがある。
- これまでの作品内での中出しは全て真正であることを明言している。

## 作品

### アダルトビデオ
2011年
- 新人NO.1STYLE 人類最強の1億円ボディ（2月7日） ※デビュー作[16]
- 1億円ボディ密着接吻セックス（3月7日）
- 丸呑みフェラチオ 絶対に手を使わないディープスロート（4月7日）
- イキ狂い（5月7日）
- 裸の先生がエロすぎて困るんです。（6月7日）
- 騎乗位ハメ狂い（7月7日）
- ギリモザ NO.1 BODY CONSCIOUS STYLE（8月7日）
- 交わる体液、濃密セックス特別編 爆乳ボディ大乱交-任務前夜の淫らな捜査官たち-（9月7日）
- 凌辱ボディドール（10月7日）
- SSS-BODY 女が最強ボディを身に着けているのは、それを駆使するためである。（11月13日、E-BODY）
- 秘密捜査官の女たち 特別編 仕組まれた偽りのミッション（12月7日）
- 犯された爆乳若妻デッサンモデル（12月19日）

2012年
- 爆乳インストラクター（1月19日）
- 爆乳OLレイプ残業（2月19日）
- 爆乳フェロモン風俗嬢（3月19日）
- 爆乳童貞筆おろし（4月19日）
- イッテもイカセても止まらない腰振り（5月19日）
- 爆乳激イカセFUCK 4時間スペシャル（6月19日）
- 欲情ヒットウーマン（7月19日）
- 着衣爆乳 揉みまくりセックス（7月19日）

単体期
- 最高のカラダと繊細なココロ 観月あかね 大観衆の前で涙の真性中出しSOD DEBUT!（10月18日、SOD）※「観月あかね」名義
- 沖田杏梨 エスワン16時間SpecialBox（11月19日、エスワン） ※単体総集編
- 触手アクメ12（11月22日、SODクリエイト）  ※「観月あかね」名義

2013年
- 最高のカラダと極上のサービス 真正中出し性感VIPルーム 〜真正中出しのできるイメージクラブ×ホテルヘルス×マットヘルス×おっぱいパブ（1月24日、SODクリエイト）※「観月あかね」名義
- 堕ちてゆく人妻 義父と義兄に犯されて（2月1日、プレステージ）
- 僕だけの巨乳女教師ペット（2月13日、溜池ゴロー）
- Iカップ以上限定!! 超乳ボディV・I・P ハーレムSPECIAL（2月13日、MOODYZ）
- 会員制 最高級おっぱいオイルエステ店 セラピスト杏梨101cmKcup（2月19日、OPPAI）
- キマリすぎた身体（2月19日、乱丸）
- 恥ずかしいカラダ 無限∞ボデイ（2月23日、HMJM）
- 白衣の下はいやらしいKcup（3月1日、ワンズファクトリー）
- 爆乳女のマジイキSEX（3月19日、OPPAI）
- ソープに堕ちた女教師（4月1日、ワンズファクトリー）
- 凄いパイズリ、凄い挟射MANIAX（4月1日、MOODYZ）
- 睨まれレイプ（4月1日、MOODYZ）
- 溢れ出るバストと喰いこむアソコ 観月あかね ぶっかけ初解禁SPECIAL（4月11日、SODクリエイト）※「観月あかね」名義
- 若妻不倫温泉33（4月12日、S級素人）
- ガマン出来ない肉食系痴女 4時間 2（4月12日、ケイ・エム・プロデュース）
- The REAL SEX REC.6（4月12日、LEO）
- 緊縛志願女 奴隷1号（4月19日、MAD）
- 101cmKcup オイルでぬるテカおっぱいフルコース（4月19日、OPPAI）
- 完璧BODY全裸生活 爆乳四姉妹ハーレム大乱交（4月25日、美）
- 規格外くびれデカ乳乱交（5月1日、ズッコン/バッコン）
- ボイン大好きしょう太くんのHなイタズラ（5月2日、グローリークエスト）
- 超マニアック水着満載!競泳水着専門 超乳Lカップインストラクター（5月7日、BeFree）
- 挑発タイトイズム（5月7日、ミル）
- とにかくヤリたい。（5月10日、S級素人）
- 卑猥なLカップ（5月25日、HMJM）
- 無理やり強制中出し痴女（5月25日、本中）
- 特命OL沖田杏梨（6月1日、Fitch）
- 地下室で親友に犯されて 〜利用された愛情〜（6月13日、U&K）
- 鬼イカセ（6月14日、ケイ・エム・プロデュース）
- グラマー 未発表スペシャル10（6月22日、HMJM）
- いんやらしい〜カラダの本物中出しソープ嬢（6月25日、本中）
- 日焼けあとが眩しい爆乳ワイルドビッチ（8月1日、Fitch）
- AV女優が撮影現場に来たらいきなりSEX 即ハメ 生中出し（8月1日、グローリークエスト）
- 全裸奴隷 夫の部下に調教された爆乳妻（9月1日、Fitch）
- 発情!欲情!イカ背合い!負けず嫌いのレズカップル!!!（10月13日、U&K）
- 本能剥き出し生中出しセックス（10月25日、ダスッ!）
- 世界一ザーメンを大量に発射する男たちのぶっかけSEX （11月19日、ROOKIE）
- 高画質本物中出し13発（11月25日、本中）※単体総集編
- 義母奴隷（12月13日、溜池ゴロー）

2014年
- アイドル強制操作 〜スマホで命令したことが現実に〜 命令に逆らえない女（1月13日）※クリムゾン、MOODYZコラボ企画
- またがり淫語お姉さん（2月13日）
- アイドル強制操作 〜スマホで命令したことが現実に〜 命令に抗い続ける女（2月13日）
- 桃乳逆レイプナース（3月13日）
- 女教師レイプ輪姦（4月13日）
- 巨乳女教師の誘惑（5月19日、OPPAI）
- Kcup超絶品ソープ嬢（6月13日）
- エロ痴女逆3Pナース（7月1日、ワンズファクトリー）
- 早漏改善プロジェクト 爆乳お姉さんご褒美中出しスペシャル!（7月13日）
- 10発中出しするまで勃起させちゃうお姉様SEXテクニック（8月1日、ワンズファクトリー）
- 母姉W相姦（8月1日）
- 沖田杏梨とイチャイチャ中出し同棲生活。（8月7日、プレミアム）
- 生徒に自宅を乗っ取られた若妻女教師 美人妻が奴隷ペットと化す3日間の凌辱劇（9月1日、ワンズファクトリー）
- 同時にイクまで昇り詰めるSEX（9月13日）
- 中出しを教えるヤリマン巨乳女教師（9月25日、本中）
- クリでイクまで射精させない爆乳痴女お姉さん（10月13日）
- 沖田杏梨8時間BEST（11月1日）※単体総集編
- 巨乳娘とヤリ放題（11月19日、OPPAI）
- ランジェリーナ（12月1日、ワンズファクトリー）
- 超絶品BODY真性中出し大乱交SPECIAL（12月13日）

2015年
- ズコバコ超乱交（1月13日）
- 快感でおかしくなるまで続く 痙攣性交と絶頂潮（2月13日）
- 巨乳お姉さんに抜かれっぱなし凄テク痴女デート（3月13日）
- 沖田杏梨の凄テクを我慢できれば生中出しSEX!（4月1日、ワンズファクトリー）
- むっちりヤリマンOL（4月13日）
- プレミアム スタイリッシュソープ ゴールド（5月7日、プレミアム）
- 沖田杏梨があなたのお嫁さん（5月13日）
- JとL 超乳W真性中出し（6月1日）
- 射精大好きマサオ君と欲求不満お姉ちゃんのHなお留守番（7月1日、ワンズファクトリー）
- SUPER爆乳BODYコスプレイヤー6変化（7月13日）
- 超高級Lcup爆乳メイド（8月13日）
- 夢の一夫多妻 真性中出しSPECIAL（9月13日）
- 射精管理おねえさん（10月13日）
- 沖田杏梨8時間BEST（10月19日、OPPAI）※単体総集編
- 猿轡レイプ調教 特別版（11月13日）
- 感度集中!ねっと〜り亀頭責め痴女（11月25日、美）
- 超硬フル勃起 寸止め痴女伝説（12月13日）
- OPPAI 一夫多妻スペシャル 巨乳2人と夢の中出し重婚生活（12月19日、OPPAI）

2016年
- クリムゾンドリーム（1月1日）
- 奴隷人妻オークション（2月13日）
- 爆乳ボンデージ×拘束サークル（3月13日）
- 彼女のお姉さんは巨乳と中出しOKで僕を誘惑（3月19日、OPPAI）
- 沖田杏梨8時間（4月1日、ワンズファクトリー）
- Lcup 超爆乳インストラクター（4月13日）
- AV引退×クリムゾン エロ漫画家に囚われた沖田杏梨（5月13日）
- 沖田杏梨MOODYZ出演全30タイトル12時間BEST（9月1日、ムーディーズ）※単体ベスト

### イメージビデオ
- エロキュート（2011年6月29日、オルスタックピクチャーズ）
- 妄想X S級女優の旬感エクスタシー 27（2011年11月25日、ARK）
- 妻美喰い（2015年3月27日、オルスタックソフト販売）
- 湯けむりおっぱい（2015年6月27日、オルスタックソフト販売）
- 沖田杏梨はオレのカノジョ。（2015年11月25日、GARDEN）
- 全裸ヨガ教室Vol.19〜沖田杏梨編〜（2016年1月29日、オルスタックソフト販売）
- 妻美喰い ～おねだりワイフ～（2016年10月29日、オルタックスソフト販売）
- Present (2023年6月23日、竹書房)
- Diamond (2023年12月20日、マイロール）

### オリジナルビデオ
- 時をかける童貞（2011年11月2日レンタル、シネマファスト）
- セクシャルダイナマイトヒロイン アマゾニアンプリンセス グラマラスレディ（2014年12月12日、ZENピクチャーズ）

### 音楽DVD
- 沖田杏梨X'masディナーショー（2020年8月10日、MILKY POP GENERATION）

### CD
アルバム
- ANRI walk（2015年8月26日、MILKY POP GENERATION）

シングル
- GORILLA（2017年10月4日、MILKY POP GENERATION）

## 出演

### 映画
- ぱぴぃオールドマン（2012年1月28日、監督：前野朋哉、アートポート） - キム・ヘソン 役
- Eyang Kubur - IMDb（英語）（2013年11月28日、インドネシア） - Machiko 役
- 大性豪（2014年4月3日、香港） - 沖田杏梨 役
- 暗殺教室 (2015年3月21日、東宝） -  役
- SCOOP!（2016年10月1日、東宝） - ANRI 役
- 14の夜（2016年12月24日、SPOTTED PRODUCTIONS） - よくしまる今日子 役
- Diamond Dogs - IMDb（英語）（2017年）- Dr.Amee 役

### テレビドラマ
- 牙狼〈GARO〉 〜MAKAISENKI〜 第1話（2011年10月6日、テレビ東京）

### ウェブドラマ
- 特命係長只野仁（2017年、AbemaTV） - 山中の女 役

### バラエティ
- ランク王国（2011年2月19日、TBS）
- ビートたけしのあと5回だけヤラせてTV（2011年12月30日、TBS）
- コトバの法則（2012年9月26日、日本テレビ）
- 志村けんのバカ殿様（2012年10月16日、フジテレビ）
- アメトーーク!秋のゴールデン3時間SP（2014年9月25日、テレビ朝日） - キモイと言われすぎ芸人 勇気を出してスーパースロー 女王様のムチ
- マスカットナイト（2015年10月8日 - 2016年2月4日、テレビ東京）
- ダラケ! 〜お金を払ってでも見たいクイズ〜(2016年5月19日、BSスカパー)
- オールナイトフジコ（2023年4月29日、フジテレビ）性にまるわる霊能力者・ANRIとして出演[17]

### ウェブテレビ
- 裏ではリアル脱衣麻雀SP!!〜本戦のみんなガンバってね！！〜（2016年6月18日、AbemaTV）– 見守りセクシー女優[18]

### シングルCD
- Liar（2012年8月、Milky Pop Generation）、他2曲[19]

### アルバムCD
- CATWALK（2017年Milky Pop Generation）
- GORILLA（2018年Milky Pop Generation）表題曲はDJとして有名なDJ BAKUの作品。

### ゲーム
- 龍が如く6 命の詩。（セガゲームス、2016年12月8日）- PS4。プレイスポット「ライブチャット」にチャットレディとして三上悠亜と出演[20]。セクシー「杏梨」役[21]。
- クリムゾン妖魔大戦（2022年、EXNOA）緋村アンリ 役　※声の出演

## ネット配信

### WEBグラビア
- Graphis Gals No.246 Anri Okita 沖田杏梨 『A-TRIP』（2011年2月4日、グラフィス）
- Graphis Limited Edition No.253 Anri Okita 沖田杏梨（2012年3月12日、グラフィス）
- Graphis Gals No.307 Anri Okita 沖田 杏梨 『nonstandardized』（2013年9月11日、グラフィス）
- Graphis 裏グラフィス Anri Okita 沖田杏梨（2013年11月29日、グラフィス）
- Graphis Gals No.369 Anri Okita 沖田 杏梨 『Console』（2016年3月4日、グラフィス）
- 着エロコスプレグラビア「デジグラ」

## 書籍

### 写真集
- A-TRIP（2010年12月15日、双葉社、撮影：樂滿直城）ISBN 9784575302844

### モデル
- 『 NUDIALITY vol.2 』 - Slender & Glamour SPORTS VARIETY NUDE POSE BOOK（2016年12月9日、ワニブックス）

### トレーディングカード
- ジューシーハニーコレクションカードVol.16 (2011年6月25日、株式会社ミント)かすみ果穂、春菜はなとの共同作品
- ジューシーハニーコレクションカードTHE DELUXE (2016年8月27日、株式会社ミント)天使もえ、葵つかさ、あやみ旬果との共同作品

### 連載
- 東京スポーツ「1億円ボディ 沖田杏梨の淫グリッシュcafe」（2011年4月5日号 - ）